# ルンダン

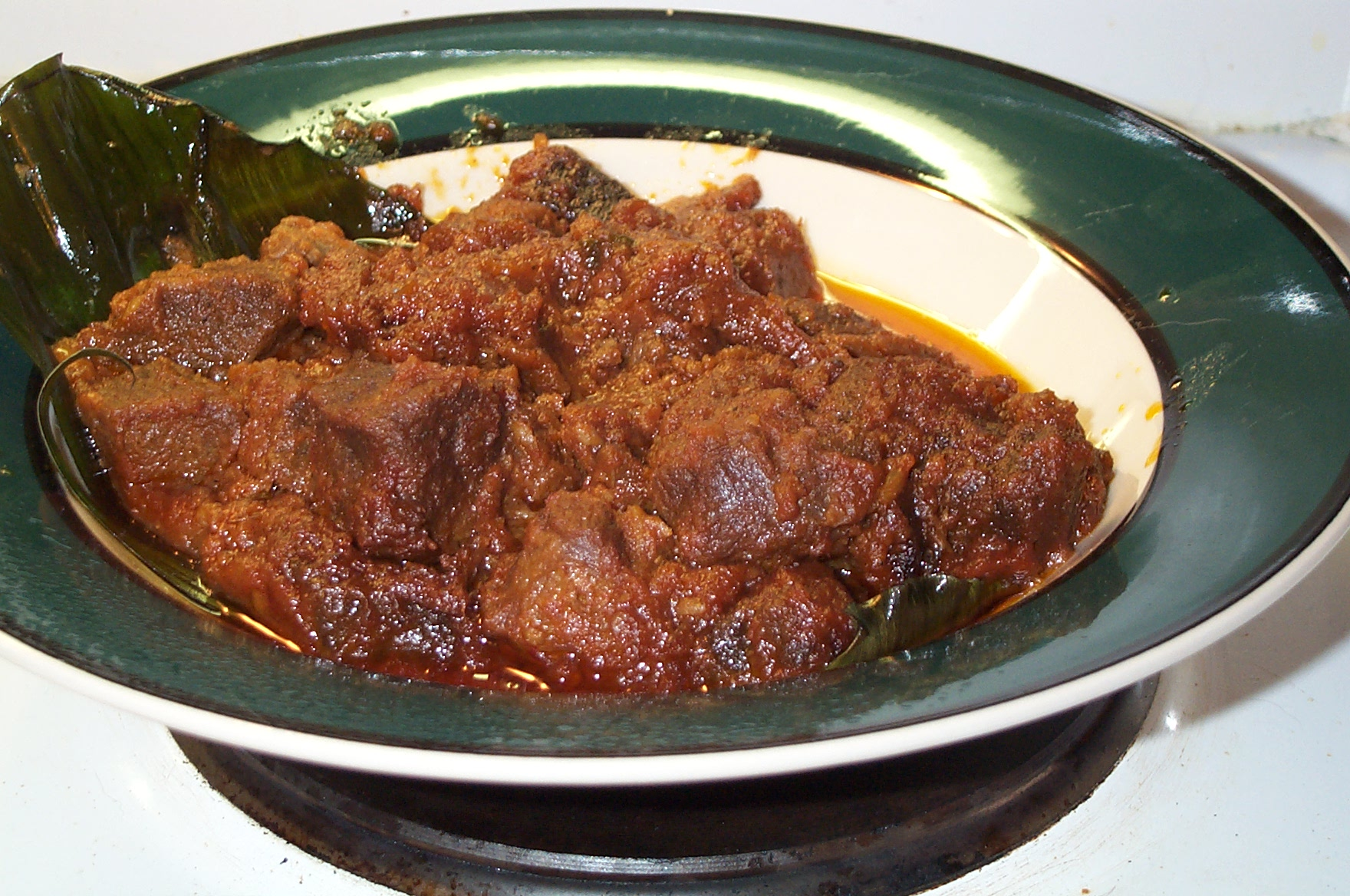
ルンダン

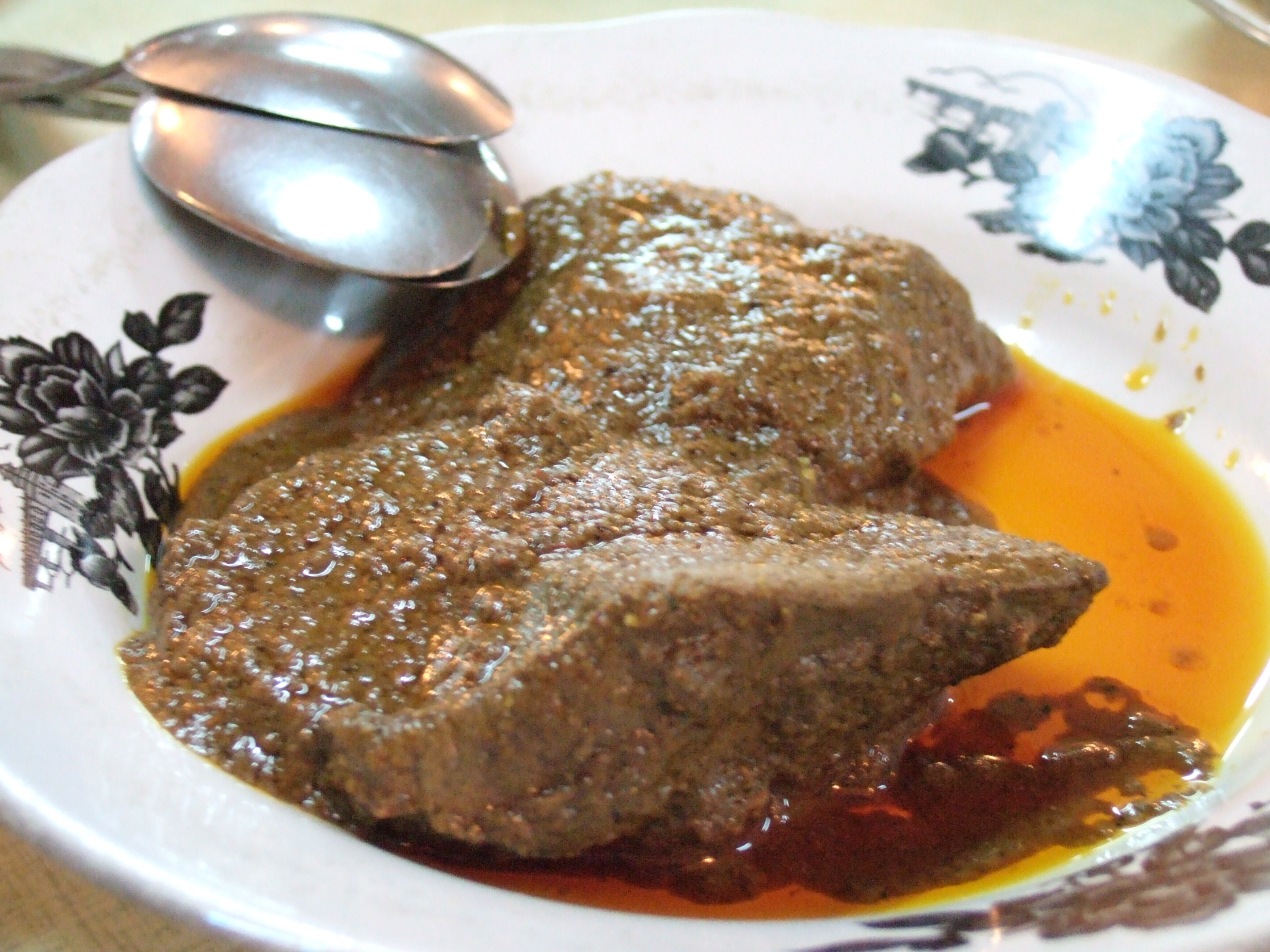
牛レバーのルンダン

ルンダン（インドネシア語: rendang）、レンダン（同）、もしくはランダン（ミナンカバウ語: randang）は、牛肉などの塊肉をココナッツミルクと香辛料で長時間煮込んだ肉料理である。2017年にCNNによって世界一美味しい料理に選ばれた。
インドネシアの西スマトラ州（州都パダン）の郷土料理（パダン料理=ミナンカバウ料理）であり、インドネシアを代表する料理として挙げられることが多い。インドネシアに多いマレー系ムスリムの料理であり、おなじエスニックグループが多く住むマレーシア、シンガポール、ブルネイでも代表的料理の扱いである。

## 概要
ご飯のおかず料理であるが、牛肉や水牛肉で作ったものは日本でいうとすき焼きのような特別なごちそうの扱いである。イスラムの断食明けの際には、米の加工品であるルマンやクトゥパッとともに食される。そのほか、西スマトラ州ほかインドネシア全土のマレー系ムスリムの家庭では、ハレの日のおもてなし料理として食卓にのぼる。また、外食や中食ではインドネシア各地にあり、もともとは出稼ぎ労働に出ることが多いミナンカバウ族のための店だったパダン料理店は、現在では多くのインドネシア人が訪れるが、ルンダンは通常、メニューの中でもっとも高価な料理である。
香辛料にはトウガラシ、ガランガル、レモングラス、エシャロット、ニンニク、ショウガ、ウコンなどが使われる。味はいわゆるカレー味であるが、現地でも伝統的カレー料理のグライの1つと理解されている。牛精肉以外には、牛レバー、牛の肺、水牛肉、ヤギ肉、鶏肉、羊肉などで作られ、柔らかい肉を使う場合は長時間煮込む必要はない。また、鶏卵を使ったものもルンダンと呼ばれる。
途中まで煮込んだ水分の多いルンダンは、カリオ (kalio) と呼ばれる。煮込み汁が無くなるまで煮込んだルンダンは、濃い味付けの保存食であるが、冷蔵や冷凍によってさらに長期の保存ができる。
食材を明確にするため、「○○のルンダン」という意味で名前の末尾に肉名を付けることが多い。